# 拉克鲁塞西塔 (瓦哈卡州)
拉克魯塞西塔（西班牙語：La Crucecita）是位於墨西哥聖瑪麗亞瓦圖爾科市（Santa María Huatulco）的城鎮，該城鎮與坦戈倫達（Tangolunda）和聖克魯斯（Santa Cruz）共同構成瓦哈卡州瓦圖爾科（Huatulco）度假區。拉克魯塞西塔是與海灣距離最近的城鎮，距離200號聯邦高速公路（Federal Highway 200）僅4公里（2.5英里）。